# ثور لانج (لاعب كرة قدم)
ثور لانج (بالنرويجية البوكمول: Thor Lange؛ بالدنماركية: Thor Lange) هو لاعب كرة قدم دنماركي ونرويجي في مركز الدفاع، ولد في 4 أغسطس 1993 في هيليرود في الدنمارك. لعب مع نادي فريماد أماغر.

## وصلات خارجية
- ثور لانج (لاعب كرة قدم) على موقع اتحاد النرويج (النرويجية)
- ثور لانج (لاعب كرة قدم) على موقع قاعدة بيانات كرة القدم.إي يو (الإنجليزية)
- ثور لانج (لاعب كرة قدم) على موقع Soccerway.com (الإنجليزية)
- ثور لانج (لاعب كرة قدم) على موقع عالم كرة القدم.نت (الإنجليزية)